# یوهان اندرسن
یوهان اندرسن (دانمارکی: Johan Andersen; ۲۴ ژانویهٔ ۱۹۲۰ – ۷ مهٔ ۲۰۰۳) قایقران کانو اهل دانمارک بود.